# 바실리 루덴코프
바실리 바실리예비치 루덴코프(러시아어: Василий Васильевич Руденков, 1931년 5월 3일 ~ 1982년 11월 2일)는 주로 해머던지기를 활약한 소련의 육상 선수였다.
벨라루스 호멜 주의 즐로빈에서 태어났다. 1960년 로마 올림픽에 나가 해머던지기의 올림픽 기록 67.10m를 세워 금메달을 획득하였다. 그 경기가 그의 단 하나의 올림픽 출전이었다. 모스크바의 디나모 클럽에서 훈련하였고, 노동의 붉은 깃발 훈장(1960)이 수여되었다.